# Mindaugas Končius
Mindaugas Končius (* 12. Mai 1944 in Kaunas) ist ein litauischer Politiker, Mitglied des Seimas.

## Leben
Nach dem Abitur 1963 an der Jonas-Jablonskis-Mittelschule Kaunas studierte er Physik und Chemie am Vilniaus pedagoginis institutas und 1970 absolvierte er das Diplomstudium der Radiotechnik am Kauno politechnikos institutas. Von 1972 bis 1990 arbeitete er im Betrieb „Nuklonas“ und lehrte am Šiaulių politechnikumas, von 1990 bis 1995 war er Deputierter im Stadtrat Šiauliai sowie stellvertretender Ratsvorsitzender (stellvertretender Bürgermeister), von 1996 bis 2000 Mitglied des Seimas.